# خراردو ماتوس رودریگس
خِراردو ماتوس رودریگِـس (اسپانیایی: Gerardo Matos Rodríguez‎؛ ۲۸ مارس ۱۸۹۷ – ۲۸ مارس ۱۸۹۷) آهنگساز، روزنامه‌نگار، نوازنده پیانو اهل اروگوئه بود. وی بین سال‌های ۱۹۱۷ تا ۱۹۴۸ میلادی فعالیت می‌کرد.